# Agaronia annotata
Agaronia annotata is een slakkensoort uit de familie van de Olividae. De wetenschappelijke naam van de soort is voor het eerst geldig gepubliceerd in 1871 door Marrat.